# Hercules (Chefkoch)
Hercules (auch Herculas, Uncle Harkless; * um 1755; † nach März 1797) war um 1780 der Chefkoch auf George Washingtons Landsitz Mount Vernon in Virginia. Im November 1790 wurde er in die damalige Hauptstadt Philadelphia gebracht, um im dortigen Amtssitz des Präsidenten in der Küche zu arbeiten. Das meiste, was man heute von ihm weiß, stammt von Martha Washingtons Enkel George Washington Parke Custis, dessen Erinnerungen postum 1860 veröffentlicht wurden.

## Mount Vernon
Hercules war wahrscheinlich das Kind eines Sklaven von George Washington, oder aber er wurde gekauft, nachdem Washington die Witwe Martha Custis geheiratet hatte. Hercules nahm die Näherin Lame Alice, eine der „Mitgift“-Sklavinnen von Martha, zur Frau und hatte mit ihr drei Kinder: Richmond (* 1777), Evey (* 1782) und Delia (* 1785). Alice starb 1787. Einige Jahre nach dem Tod seiner Frau bekam Hercules noch ein weiteres Kind von einer anderen Frau; deren Identität und eventuelle Heirat sind aber unbelegt.

## Im Haushalt des Präsidenten
Washington war mit der Küche im Präsidentschaftshaus so unzufrieden, dass er Hercules nach Philadelphia bringen ließ. Die anderen Sklaven aus Mount Vernon, die auch dort arbeiteten, waren Oney Judge, Moll, Austin, Christopher Sheels, Giles, Paris, William Lee und Joe (Richardson). (Joes Frau und seine Kinder nahmen nach ihrer Freilassung durch George Washington den Namen Richardson an, während Joe selbst, als „Mitgift“-Sklave von Martha Washington, nicht freikam.) Auf Hercules’ Wunsch wurde auch sein Sohn Richmond nach Philadelphia geholt. Laut Custis war Hercules „a celebrated artiste … as highly accomplished a proficient in the culinary art as could be found in the United States.“ Seine Kochkünste wurden von den Washingtons sehr geschätzt. Er erhielt das Privileg, Essensreste aus der Präsidentenküche zu verkaufen, was ihm schätzungsweise über 100 Dollar im Jahr einbrachte. Laut Custis war Hercules ein „gefeierter Dandy“, der sein Geld für teure Kleidung und Luxus ausgab.
Pennsylvania hatte 1780 mit dem Gradual Abolition Act die Sklaverei abzuschaffen begonnen und verbot Nichtansässigen das Halten von Sklaven innerhalb des Staates länger als sechs Monate. Der Abolition Act gab darüber hinaus Sklaven die legale Befugnis, sich selbst zu befreien. Ausgenommen waren Mitglieder des Kongresses, während die erst 1788 in der Verfassung verankerte Exekutive und Judikative nicht berücksichtigt wurden. Als die Hauptstadt 1790 nach Philadelphia in Pennsylvania verlegt wurde, kam daher die Frage nach dem Rechtsstatus der Sklaven Washingtons auf. Washington argumentierte (privat), dass seine Präsenz in Pennsylvania ausschließlich darauf beruhe, dass Philadelphia der vorübergehende Amtssitz des Bundes sei und dass die staatlichen Gesetze sich nicht danach richten würden. Auf Rat des Generalbundesanwalts Edmund Randolph ließ er die Sklaven, die im Präsidentschaftshaushalt arbeiteten, in den und aus dem Staat rotieren, um zu verhindern, dass diese Sechsmonatsregelung griff. Er achtete darauf, selbst nie sechs Monate am Stück in Pennsylvania zu sein und argumentierte, weiterhin ein Einwohner Virginias zu sein. Diese Rotation war eine Verletzung oder Umgehung der Gesetze Pennsylvanias. Dieses Handeln des Präsidenten hatte aber keine juristischen Konsequenzen.
Hercules’ Sohn Richmond arbeitete an dessen Seite in der Küche. Als sie wieder einmal nach Mount Vernon zurückkehrten, wurde Richmond ertappt, dass er Geld gestohlen hatte. Washington hatte den Verdacht, dass Vater und Sohn eine gemeinsame Flucht planten. Wenige Monate später, im März 1797, als Washingtons Präsidentschaft endete, floh Hercules in der Nacht, bevor sie nach Mount Vernon zurückkehrten, allein in die Freiheit. Richmond wurde zu einem einfachen Arbeiter degradiert.

## Freiheit für einige
Der zukünftige König von Frankreich, Louis-Philippe I., besuchte Mount Vernon im Frühjahr 1797, einen Monat nach Hercules’ Flucht. Sein Diener traf dessen sechsjährige Tochter. In seinem Tagebuch vermerkte Louis-Philippe am 5. April:

„Der Chefkoch ist weggelaufen, er ist jetzt in Philadelphia, und seine kleine Tochter ist in Mount Vernon zurückgeblieben. Beaudoin nahm an, dass das kleine Mädchen tief bestürzt sein müsste, weil es seinen Vater nie mehr sehen würde; sie antwortete: ‚Oh! Sir, ich bin sehr froh, weil er jetzt frei ist.‘“

Hercules war ein Sklave Washingtons (und nicht von Martha), und obwohl er es niemals erfahren sollte, war er, laut dem letzten Willen von George Washington, vier Jahre nach seiner Flucht frei. Da Hercules’ Frau Alice eine „Mitgift“-Sklavin von Martha Washington aus dem Besitz ihres ersten Mannes Daniel Parke Custis gewesen war, kamen durch Washingtons letzten Willen die Kinder der beiden jedoch nicht frei. Ebenso wie die 153 anderen „Mitgift“-Sklaven wurden sie nach Martha Washingtons Tod 1802 unter deren vier Enkelkindern aufgeteilt. Über ihr weiteres Schicksal ist nichts bekannt.

## Gedenken
Ein neues Gebäude für die Liberty Bell wurde 2003 in Philadelphia eröffnet, welches teilweise an der Stelle des schon lange vorher abgerissenen Präsidentenhaus steht. Auf dem Rasen gegenüber diesem Gebäude befindet sich eine Gedenkstätte für das Haus und alle seine Einwohner einschließlich der Sklaven.
Ein Porträt, gemalt von Gilbert Stuart, das heute im Thyssen-Bornemisza Museum in Madrid zu sehen ist, zeigt wahrscheinlich das Porträt von Hercules.